# 22-es vízibusz (Velence)
A velencei 22-es jelzésű vízibusz Punta Sabbioni és a városközpont északi partja között közlekedik. A viszonylatot az ACTV üzemelteti.

## Története
A 22-es járatot a 2011-es téli menetrend bevezetésekor állították üzembe.
A 22-es járat története:
| Időszak     | Járat- szám | Megállók                                                         |
| ----------- | ----------- | ---------------------------------------------------------------- |
| 2011 – 2014 | 22          | Punta Sabbioni – Bacini – Ospedale – Fondamente Nove – Tre Archi |
| 2014 – ma   | 22          | Punta Sabbioni – Ospedale – Fondamente Nove – Tre Archi          |

## Megállóhelyei
| sz. | idő (perc) | megállóhely neve | sz. | idő (perc) | átszállási kapcsolatok                                                       | látnivalók                              |
| --- | ---------- | ---------------- | --- | ---------- | ---------------------------------------------------------------------------- | --------------------------------------- |
| 0   | 0          | Punta Sabbioni   | 3   | 44         | 12, 14, 15, 17, N-LN, Alilaguna G                                            | Punta Sabbioni                          |
| 1   | 37         | Ospedale         | 2   | 15         | 4.1, 4.2, 5.1, 5.2, Alilaguna B                                              | Santi Giovanni e Paolo, Ospedale Civile |
| 2   | 39         | Fondamente Nove  | 1   | 12         | 4.1, 4.2, 5.1, 5.2, 12, 13, M-LN, N-M, Alilaguna A, Alilaguna B, Alilaguna G | Gesuiti                                 |
| 3   | 44         | Tre Archi        | 0   | 0          | 5.1, 5.2                                                                     | Ghetto                                  |

Megjegyzés: A dőlttel szedett járatszámok időszakos (nyári) járatokat jelölnek.